# Glynis Coles
Pour les articles homonymes, voir Bond et Coles (homonymie).
Glynis Coles (née le 20 février 1954) est une joueuse de tennis britannique, professionnelle dans la seconde moitié des années 1970 et jusqu'au milieu des 1980. Elle est aussi connue sous son nom de femme mariée, Glynis Coles-Bond.
En 1975, elle a atteint le 4e tour à  Wimbledon (battue par Margaret Court), sa meilleure performance en simple dans une épreuve du Grand Chelem.

## Palmarès

### Titres en simple dames
| No | Date       | Nom et lieu du tournoi           | Catégorie | Dotation | Surface      | Finaliste           | Score         |          |
| -- | ---------- | -------------------------------- | --------- | -------- | ------------ | ------------------- | ------------- | -------- |
| 1  | 09-07-1973 | Swedish Open, Båstad             |           | NC       | Terre (ext.) | Christina Sandberg  | 4-6, 6-4, 6-3 |          |
| 2  | 07-07-1975 | Swiss Open Championships, Gstaad |           | NC       | Terre (ext.) | Linky Boshoff       | 9-7, 2-6, 8-6 | Parcours |
| 3  | 18-01-1982 | Avon Futures of Canada, Montréal | Futures   | 40 000 $ | Dur (int.)   | Leigh-Anne Thompson | 6-4, 6-4      | Parcours |

### Finales en simple dames
| No | Date       | Nom et lieu du tournoi           | Catégorie | Dotation | Surface         | Vainqueure       | Score    |          |
| -- | ---------- | -------------------------------- | --------- | -------- | --------------- | ---------------- | -------- | -------- |
| 1  | 27-11-1972 | Queensland State Open, Brisbane  |           | NC       | Gazon (ext.)    | Evonne Goolagong | 6-0, 7-5 | Parcours |
| 2  | 14-10-1974 | Spanish Championships, Barcelone |           | NC       | Terre (ext.)    | Nathalie Fuchs   | 7-5, 8-6 |          |
| 3  | 28-10-1974 | Dewar Cup of Cardiff, Cardiff    | Dewar Cup | NC       | Moquette (int.) | Julie Heldman    | 6-4, 6-2 | Parcours |
| 4  | 11-02-1980 | Avon Futures of Toronto, Toronto | Futures   | 25 000 $ | Dur (int.)      | Paula Smith      | 6-4, 6-3 | Parcours |

### Titres en double dames
| No | Date       | Nom et lieu du tournoi            | Catégorie | Surface         | Partenaire     | Finalistes                             | Score    |          |
| -- | ---------- | --------------------------------- | --------- | --------------- | -------------- | -------------------------------------- | -------- | -------- |
| 1  | 14-11-1973 | Dewar Cup Final Londres           | Dewar Cup | Moquette (int.) | Lesley Charles | Virginia Ruzici Mariana Simionescu     | 6-3, 7-5 | Parcours |
| 2  | 08-07-1974 | Swedish Open Championships Båstad |           | Terre (ext.)    | Sue Barker     | Fiorella Bonicelli Anna-Maria Nasuelli | 6-2, 6-0 | Parcours |

### Finales en double dames
| No | Date       | Nom et lieu du tournoi                             | Catégorie | Dotation | Surface         | Vainqueures                        | Partenaire       | Score         |          |
| -- | ---------- | -------------------------------------------------- | --------- | -------- | --------------- | ---------------------------------- | ---------------- | ------------- | -------- |
| 1  | 02-01-1973 | New South Wales Open Sydney                        |           | 9 500 $  | Gazon (ext.)    | Chris O'Neil Kazuko Sawamatsu      | Lesley Charles   | 6-3, 6-4      | Parcours |
| 2  | 14-05-1973 | Rothmans Surrey Hard Court Championships Guildford |           | NC       | Terre (ext.)    | Patti Hogan Sharon Walsh           | Lesley Charles   | Partage       |          |
| 3  | 09-07-1973 | Swedish Open Båstad                                |           | NC       | Terre (ext.)    | Ana María Arias Christina Sandberg | Sue Barker       | 2-6, 6-4, 6-2 |          |
| 4  | 06-11-1973 | Dewar Cup of Billingham Billingham                 | Dewar Cup | NC       | Moquette (int.) | Marita Redondo Virginia Wade       | Sharon Walsh     | 6-7, 6-3, 6-2 | Parcours |
| 5  | 26-05-1975 | Italian Open Championships Rome                    |           | 30 000 $ | Terre (ext.)    | Chris Evert Martina Navrátilová    | Sue Barker       | 6-1, 6-2      | Parcours |
| 6  | 07-07-1975 | Swiss Open Championships Gstaad                    |           | NC       | Terre (ext.)    | Linky Boshoff Lea Pericoli         | Belinda Thompson | 7-5, 6-1      | Parcours |
| 7  | 03-02-1976 | Virginia Slims of Akron Akron                      | VS Tour   | 75 000 $ | Moquette (int.) | Brigitte Cuypers Mona Guerrant     | Florenta Mihai   | 6-4, 7-64     | Parcours |

## Parcours en Grand Chelem

### En simple dames
| Année | Open d'Australie (janvier) | Open d'Australie (janvier) | Internationaux de France | Internationaux de France | Wimbledon       | Wimbledon       | US Open         | US Open         | Open d'Australie (décembre) | Open d'Australie (décembre) |
| 1971  | -                          | -                          | -                        | -                        | 1er tour (1/64) | Janet Newberry  | -               | -               | n/a                         | n/a                         |
| 1972  | -                          | -                          | -                        | -                        | 1er tour (1/64) | Daphne Pattison | -               | -               | n/a                         | n/a                         |
| 1973  | 3e tour (1/8)              | Kerry Melville             | 1er tour (1/32)          | Laura duPont             | 4e tour (1/8)   | Margaret Smith  | 1er tour (1/32) | Virginia Wade   | n/a                         | n/a                         |
| 1974  | -                          | -                          | 2e tour (1/16)           | Raquel Giscafré          | 2e tour (1/32)  | Tine Zwaan      | -               | -               | n/a                         | n/a                         |
| 1975  | 1er tour (1/32)            | Pam Whytcross              | 1er tour (1/32)          | Pam Teeguarden           | 4e tour (1/8)   | Margaret Smith  | 1er tour (1/32) | Jeanne Evert    | n/a                         | n/a                         |
| 1976  | -                          | -                          | 2e tour (1/16)           | M. Simionescu            | 1er tour (1/64) | Ingrid Löfdahl  | 3e tour (1/16)  | Chris Evert     | n/a                         | n/a                         |
| 1977  | -                          | -                          | 1er tour (1/32)          | Silvana Urroz            | 1er tour (1/64) | M. Navrátilová  | 2e tour (1/32)  | Kathleen Harter | -                           | -                           |
| 1978  | n/a                        | n/a                        | 1er tour (1/32)          | Lesley Turner            | 1er tour (1/64) | Helle Sparre    | 1er tour (1/64) | Caroline Stoll  | -                           | -                           |
| 1979  | n/a                        | n/a                        | -                        | -                        | 2e tour (1/32)  | Greer Stevens   | -               | -               | -                           | -                           |
| 1980  | n/a                        | n/a                        | 1er tour (1/32)          | Iva Budařová             | 1er tour (1/64) | Kate Latham     | 1er tour (1/64) | Susie Jaeger    | -                           | -                           |
| 1981  | n/a                        | n/a                        | 2e tour (1/32)           | Andrea Jaeger            | 3e tour (1/16)  | Pam Shriver     | 3e tour (1/16)  | Hana Mandlíková | -                           | -                           |
| 1982  | n/a                        | n/a                        | 1er tour (1/64)          | Jo Durie                 | 1er tour (1/64) | Duk-Hee Lee     | 1er tour (1/64) | Pat Medrado     | -                           | -                           |
| 1986  | n/a                        | n/a                        | -                        | -                        | 1er tour (1/64) | Carling Bassett | -               | -               | n/a                         | n/a                         |

À droite du résultat, l’ultime adversaire.

### En double dames
| Année | Open d'Australie (janvier) | Open d'Australie (janvier) | Internationaux de France      | Internationaux de France   | Wimbledon                     | Wimbledon                   | US Open                       | US Open                     | Open d'Australie (décembre) | Open d'Australie (décembre) |
| 1972  | -                          | -                          | -                             | -                          | 1er tour (1/32) S. Bloomer    | Brenda Kirk Pat Pretorius   | -                             | -                           | n/a                         | n/a                         |
| 1973  | 1/4 de finale L. Charles   | E. Goolagong Janet Young   | -                             | -                          | 2e tour (1/16) L. Charles     | K. Ebbinghaus T. Groenman   | 1er tour (1/16) L. Charles    | Ilana Kloss Pat Pretorius   | n/a                         | n/a                         |
| 1974  | -                          | -                          | 1er tour (1/16) M. Gurdal     | N. Fuchs M. Van Haver      | 2e tour (1/16) Sue Barker     | Rosie Casals B. J. King     | -                             | -                           | n/a                         | n/a                         |
| 1975  | 1/4 de finale Sue Barker   | E. Goolagong Peggy Michel  | 1/4 de finale Sue Barker      | P. Teeguarden R. Tomanová  | 1/4 de finale Sue Barker      | Ann Kiyomura K. Sawamatsu   | 1/4 de finale Sue Barker      | Chris Evert Navrátilová     | n/a                         | n/a                         |
| 1976  | -                          | -                          | 1/4 de finale F. Mihai        | Linky Boshoff Ilana Kloss  | 2e tour (1/16) F. Mihai       | L. Charles Sue Mappin       | 3e tour (1/8) F. Mihai        | Mona Guerrant Ann Kiyomura  | n/a                         | n/a                         |
| 1977  | -                          | -                          | 1er tour (1/16) Linda Mottram | D. Marzano Chris O'Neil    | 1er tour (1/32) Linda Mottram | Sue Saliba Mary Sawyer      | 1er tour (1/32) F. Mihai      | Sherry Acker Anne Smith     | -                           | -                           |
| 1978  | n/a                        | n/a                        | 1er tour (1/16) Kate Latham   | V. Gonzalez I. Madruga     | 1/4 de finale Linda Mottram   | Mima Jaušovec V. Ruzici     | -                             | -                           | -                           | -                           |
| 1979  | n/a                        | n/a                        | -                             | -                          | 1er tour (1/32) L. Charles    | Greer Stevens P. Teeguarden | -                             | -                           | -                           | -                           |
| 1980  | n/a                        | n/a                        | 1er tour (1/16) Anne Hobbs    | V. Ruzici Virginia Wade    | 1er tour (1/32) Anne Hobbs    | Jeanne Duvall Y. Vermaak    | 1er tour (1/32) Sue Saliba    | Anne Hobbs Debbie Jevans    | -                           | -                           |
| 1981  | n/a                        | n/a                        | 1/4 de finale Naoko Sato      | Bettina Bunge Kohde-Kilsch | 1er tour (1/32) Y. Vermaak    | Sylvia Hanika Andrea Jaeger | 1er tour (1/32) Debbie Jevans | H. Mandlíková P. Teeguarden | -                           | -                           |
| 1982  | n/a                        | n/a                        | 1er tour (1/32) Laura duPont  | E. Sayers Amanda Tobin     | 1er tour (1/32) Trey Lewis    | Diane Desfor B. Hallquist   | 1er tour (1/32) Naoko Sato    | Ann Kiyomura Betty Stöve    | -                           | -                           |

Sous le résultat, la partenaire ; à droite, l’ultime équipe adverse.

### En double mixte
| Année | Open d'Australie (janvier), | Open d'Australie (janvier), | Internationaux de France      | Internationaux de France   | Wimbledon                    | Wimbledon                  | US Open | US Open | Open d'Australie (décembre), | Open d'Australie (décembre), |
| 1973  | n/a                         | n/a                         | -                             | -                          | 3e tour (1/16) Richard Lewis | Rosie Casals Ilie Năstase  | -       | -       | n/a                          | n/a                          |
| 1974  | n/a                         | n/a                         | -                             | -                          | 2e tour (1/32) Richard Lewis | M. Rodríguez P. Rodríguez  | -       | -       | n/a                          | n/a                          |
| 1975  | n/a                         | n/a                         | -                             | -                          | 3e tour (1/8) Richard Lewis  | Olga Morozova A. Metreveli | -       | -       | n/a                          | n/a                          |
| 1976  | n/a                         | n/a                         | 1er tour (1/16) Henry Bond    | M. Simionescu Jorge Andrew | -                            | -                          | -       | -       | n/a                          | n/a                          |
| 1981  | n/a                         | n/a                         | 1er tour (1/16) Stephen Alger | Anne Smith Steve Denton    | -                            | -                          | -       | -       | n/a                          | n/a                          |

Sous le résultat, le partenaire ; à droite, l’ultime équipe adverse.

## Parcours aux Masters

### En double dames
| # | Date       | Nom de l'édition          | ($)     | Surface | Résultat      | Partenaire     | Ultimes adversaires             | Score    |          |
| - | ---------- | ------------------------- | ------- | ------- | ------------- | -------------- | ------------------------------- | -------- | -------- |
| 1 | 19/04/1976 | Bridgestone Doubles Tokyo | 100 000 |         | 1/4 de finale | Florenta Mihai | Chris Evert Martina Navrátilová | 6-0, 7-5 | Parcours |

## Parcours en Coupe de la Fédération
| #                                                                                      | Date       | Lieu            | Surface      | Gagnante(s)                 | Perdante(s)                        | Score         |          |
|                                                                                        |            |                 |              |                             |                                    |               |          |
| 1974 - 1er tour (groupe mondial) - Grande-Bretagne - Irlande - 3 : 0                   |            |                 |              |                             |                                    |               |          |
| 1                                                                                      | 13/05/1974 | Naples          | Terre (ext.) | Glynis Coles                | Helen Lennon                       | 6-2, 6-3      | Parcours |
| 1                                                                                      | 13/05/1974 | Naples          | Terre (ext.) | Glynis Coles Virginia Wade  | Geraldine Barniville Helen Lennon  | 6-3, 6-1      | Parcours |
|                                                                                        |            |                 |              |                             |                                    |               |          |
| 1974 - 2e tour (groupe mondial) - Grande-Bretagne - Norvège - 3 : 0                    |            |                 |              |                             |                                    |               |          |
| 2                                                                                      | 13/05/1974 | Naples          | Terre (ext.) | Glynis Coles                | Bente Kjolstad                     | 6-3, 6-1      | Parcours |
| 2                                                                                      | 13/05/1974 | Naples          | Terre (ext.) | Glynis Coles Virginia Wade  | Ellen Grindvold Kirsten Robsahm    | 6-2, 6-1      | Parcours |
|                                                                                        |            |                 |              |                             |                                    |               |          |
| 1974 - 1/4 de finale (groupe mondial) - Grande-Bretagne - Afrique du Sud - 2 : 1       |            |                 |              |                             |                                    |               |          |
| 3                                                                                      | 13/05/1974 | Naples          | Terre (ext.) | Ilana Kloss                 | Glynis Coles                       | 6-4, 4-6, 6-1 | Parcours |
| 3                                                                                      | 13/05/1974 | Naples          | Terre (ext.) | Glynis Coles Virginia Wade  | Ilana Kloss Pat Pretorius          | 6-3, 8-6      | Parcours |
|                                                                                        |            |                 |              |                             |                                    |               |          |
| 1974 - 1/2 finale (groupe mondial) - Australie - Grande-Bretagne - 3 : 0               |            |                 |              |                             |                                    |               |          |
| 4                                                                                      | 13/05/1974 | Naples          | Terre (ext.) | Dianne Fromholtz            | Glynis Coles                       | 6-3, 2-6, 6-2 | Parcours |
|                                                                                        |            |                 |              |                             |                                    |               |          |
| 1975 - 1er tour (groupe mondial) - Grande-Bretagne - Autriche - 3 : 0                  |            |                 |              |                             |                                    |               |          |
| 5                                                                                      | 05/05/1975 | Aix-en-Provence | Terre (ext.) | Sue Barker Glynis Coles     | Sabine Bernegger Veronika Buche    | 6-3, 6-1      | Parcours |
|                                                                                        |            |                 |              |                             |                                    |               |          |
| 1975 - 2e tour (groupe mondial) - Grande-Bretagne - Espagne - 2 : 0                    |            |                 |              |                             |                                    |               |          |
| 6                                                                                      | 05/05/1975 | Aix-en-Provence | Terre (ext.) | Glynis Coles                | Baldovinos-Cibeira                 | 6-2, 6-3      | Parcours |
|                                                                                        |            |                 |              |                             |                                    |               |          |
| 1975 - 1/4 de finale (groupe mondial) - France - Grande-Bretagne - 2 : 1               |            |                 |              |                             |                                    |               |          |
| 7                                                                                      | 05/05/1975 | Aix-en-Provence | Terre (ext.) | Gail Sherriff Rosie Darmon  | Glynis Coles Virginia Wade         | 3-6, 6-1, 6-2 | Parcours |
|                                                                                        |            |                 |              |                             |                                    |               |          |
| 1980 - 1er tour (groupe mondial) - Israël - Grande-Bretagne - 0 : 3                    |            |                 |              |                             |                                    |               |          |
| 8                                                                                      | 19/05/1980 | Berlin          | Terre (ext.) | Glynis Coles                | Hagit Zubary                       | 6-1, 6-1      | Parcours |
| 8                                                                                      | 19/05/1980 | Berlin          | Terre (ext.) | Sue Barker Glynis Coles     | Orly Bialistozky Paulina Peisachov | 6-2, 6-3      | Parcours |
|                                                                                        |            |                 |              |                             |                                    |               |          |
| 1980 - 1/4 de finale (groupe mondial) - Allemagne de l'Ouest - Grande-Bretagne - 3 : 0 |            |                 |              |                             |                                    |               |          |
| 9                                                                                      | 19/05/1980 | Berlin          | Terre (ext.) | Bettina Bunge Sylvia Hanika | Sue Barker Glynis Coles            | 6-3, 6-3      | Parcours |